# 日本海側気候

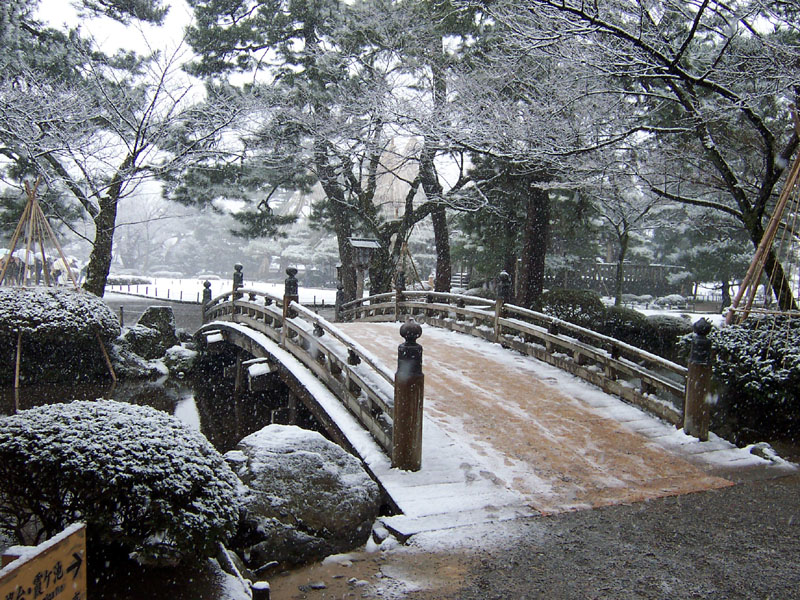
金沢市、兼六園。12月

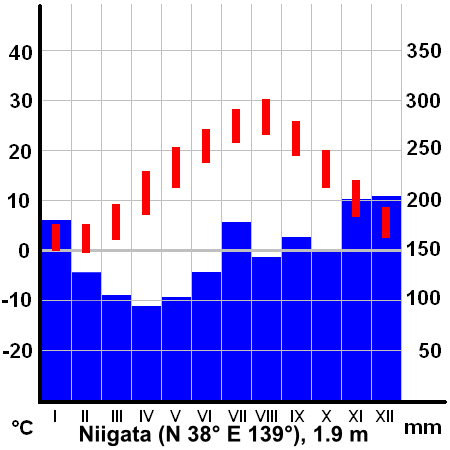
新潟市の雨温図

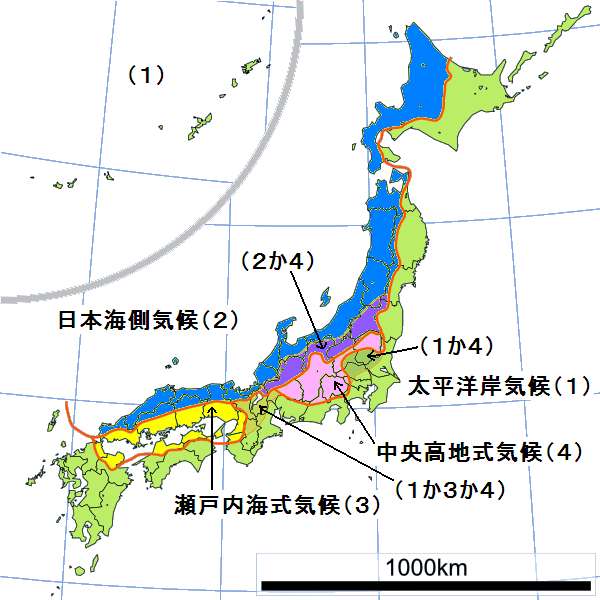
日本海側気候の地域（2：青色）

日本海側気候（にほんかいがわきこう）とは日本の日本海側の冬型気候の特徴をなすものである。日本海岸式気候（にほんかいがんしききこう）、日本海側の気候（にほんかいがわのきこう）とも呼ばれる。

## 概要
ケッペンの気候区分では温暖湿潤気候が中心であるが北海道の大部分と東北地方北部の一部は亜寒帯湿潤気候である。梅雨（梅雨に類似する気象現象を含む）の他に西高東低などで北西からのモンスーンが吹いているときは降水日数（1mm以上の降水が観測される日）が多くなり、風が弱いときや南東からのモンスーンが吹いているときは降水日数が少なくなる。モンスーン以外にも海からの湿った風が強い時に降水日数が多くなる傾向がある。気温は南高北低、沿岸部ほど温暖で内陸部ほど日較差・年較差が大きい。
日本海側気候の地域は、北海道および本州の中央分水界周辺とそれより日本海側に分布する。渡島半島から東北地方にかけては、その境界は那須火山帯が担う。
日本海側気候の多くは豪雪地帯・特別豪雪地帯である。
北西からのモンスーンは、日本海を渡る際に暖流の対馬海流上で水蒸気を蓄えて山脈に衝かるため日本海側は降水が観測される。地上の気温が0℃未満又は地上の気温が0℃以上であっても上空1500mの気温が-6℃未満または上空5500mの気温が-30℃未満で雪となり、上空1500mの気温が-12℃未満または上空5500mの気温が-36℃未満で大雪、更に上空1500mの気温が-16℃から-18℃未満または上空5500mの気温が-40℃から-42℃未満で豪雪となる場合がある。冬季はこのために降水（降雪）日数が多い。

## 地域的特徴
日本の中でも多雪地帯として知られる地域の多くがこの気候に属し、実際に豪雪地帯・特別豪雪地帯とほぼ重なる。日本海沿岸部では秋季から冬季の雷日数の多さも特徴と云え、年間平年値を取っても日本全国で雷日数が顕著に多い地域である。
冬季の雪の降り方は地域により多少異なる。これにはシベリア高気圧からの寒気に伴う筋状の雲の分布や気圧配置・風向・季節風の動向等の諸要素が影響しており、分類として概ね山雪型と里雪型とに分けられる。大雪の目安となる条件（上空1500mの気温が-12℃未満または上空5500mの気温が-36℃未満）を満たすと大雪になることが多いが、海岸に近い地域ほど風が強いため雪は積もりにくい傾向がある。新潟市周辺は他の日本海沿岸地域に比較すると降雪日が多い割には積雪量は比較的少なく、これは越後平野が大きく開けており山間部から離れていることや佐渡島が北西の季節風を遮る役割を果たしているためと考えられている。ほか、局地的に積雪を観測する場合もあり、たとえば積雪30cmの地点から5キロメートル離れただけで積雪が無いということもある。
島根県石見地方と山口県北部は湿気を含むための海上区間が朝鮮半島によって狭くなっているため、大雪になることは少ないが降雪日数がやや多くなる（鳥取県以北は日本海側全域が豪雪地帯だが、島根県の沿岸部は豪雪地帯ではない）。また太平洋側気候のうちの九州型とされている山口県西部・九州地方の対馬海峡・東シナ海沿岸でも山陰地方と同様の傾向を示し、冬の降水日数がやや多くなる。これらの都市の交通網は関東以西の太平洋側と同じく積雪に対し脆弱で、5センチメートル前後の積雪であっても交通機関に乱れが発生する。
その一方、降水日数の最少月は夏季となり気温も比較的高くなる。金沢市の場合、1mm以上の降水が観測される8月の降水日数は平年値で8.9日であり、平均気温は平年値で27.0℃、観測史上最も暑い夏になった2010年は29.3℃に達し、他にも同緯度の太平洋側と同程度かそれ以上の値を示す地点が多い。
秋田・山形・新潟などの県では春から秋にかけて奥羽山脈や三国山脈を越えて吹き降ろす気流によりフェーン現象がしばしば発生し、特に盛夏期には猛暑日になり、極端なときには40℃を超す高温に見舞われる。例えば、1978年8月3日には山形県酒田市で40.1℃、2018年8月23日には新潟県胎内市で40.8℃を記録している。フェーン現象による高温や山火事、積雪が多い地域での春先の雪崩はこの地域に多い災害であり注意が必要である。
日本海側気候は細かく3地域に分割され、それぞれの地域は次の通りである。ただし、地形や標高などの関係であてはまらない地域がある。
- オホーツク型　月平均気温は12月から3月まで0度以下。降水量は8・9月が最多、年降水量は1000mm以下。冬季の日照時間は他の日本海側気候の地域と比べると多い。
- 東北・北海道型　月平均気温は1・2月に0度以下。冬の降雪のためこの時期の各月の降水量は100ミリを越え、最多降水月は9月。
- 北陸・山陰型　最寒月の平均気温は0度以上で、冬季の降雪が多く、最多雨月も冬になる。

冬の荒天の印象が先行するが、視点を変えて雪を逆手に取り産業資源（水資源）や観光資源として生かす試みも行われている。雪解け水を水力発電に生かしている例がその代表であり、特に北陸地方は日本の電源地帯とも言われる。観光資源としては各地の雪まつりや世界遺産・白川郷のような冬景色、立山黒部アルペンルートの雪の壁や雪を貯蔵しておいて夏休みに都会で公開する例など多く挙げられる。豊富な降水量は夏季の渇水対策になっている（雪の項目を参照）。

## 日本海側気候の地方
地形等の関係で下記地域でも他気候を示す地域があり、逆に下記地域以外でも日本海側気候を示す地域がある。

### オホーツク型
- 北海道オホーツク海側

### 東北・北海道型
- 北海道日本海側
- 北海道太平洋側西部（ただし函館市周辺は、東部北海道型太平洋側気候との遷移地帯）
- 東北日本海側（ただし秋田県・山形県の沿岸部は、北陸・山陰型日本海側気候との遷移地帯）

### 北陸・山陰型
- 北陸地方
- 近畿北部
- 山陰（ただし島根県石見地方と山口県北部は、九州型太平洋側気候への遷移地帯）

## 気候のデータ
気象庁・気象統計情報より　降水日数は1mm以上

### オホーツク型
|      | 最多月降水日数 | 最少月降水日数 | 年降水量（mm） | 年降雪の深さ（cm） | 最寒月の平均気温（℃） |
| ---- | -------------- | -------------- | -------------- | ------------------ | --------------------- |
| 紋別 | 11.3（1月）    | 8.4（4月）     | 810.1          | 487                | -5.9（2月）           |
| 網走 | 12.9（1月）    | 8.3（4月）     | 787.6          | 378                | -6.0（2月）           |

### 東北・北海道型
|        | 最多月降水日数 | 最少月降水日数 | 12月の降水量（mm） | 年降雪の深さ（cm） | 最寒月の平均気温（℃） |
| ------ | -------------- | -------------- | ------------------ | ------------------ | --------------------- |
| 稚内   | 20.8（12月）   | 7.4（6月）     | 112.8              | 656                | -4.7（1・2月）        |
| 留萌   | 21.5（12月）   | 7.6（6月）     | 117.5              | 697                | -4.4（1月）           |
| 旭川   | 20.6（12月）   | 8.1（6月）     | 96.6               | 743                | -7.5（1月）           |
| 岩見沢 | 20.1（12月）   | 8.0（6月）     | 123.3              | 753                | -5.5（1月）           |
| 札幌   | 18.1（1月）    | 6.5（6月）     | 111.7              | 597                | -3.6（1月）           |
| 小樽   | 22.5（1月）    | 6.9（6月）     | 141.4              | 676                | -3.3（1月）           |
| 倶知安 | 24.7（1月）    | 7.2（6月）     | 186.8              | 1062               | -5.7（1月）           |
| 江差   | 18.9（1月）    | 7.9（6月）     | 98.5               | 330                | -0.8（1月）           |
| 秋田   | 21.4（12月）   | 9.9（6月）     | 160.1              | 377                | 0.1（1月）            |
| 山形   | 15.1（1月）    | 9.0（5月）     | 82.7               | 426                | -0.4（1月）           |
| 若松   | 15.2（1月）    | 9.8（4・8月）  | 93.8               | 478                | -0.6（1月）           |

### 北陸・山陰型
|      | 最多月降水日数 | 最少月降水日数 | 最多月降水量（mm） | 年降雪の深さ（cm） | 最寒月の平均気温（℃） |
| ---- | -------------- | -------------- | ------------------ | ------------------ | --------------------- |
| 新潟 | 21.7（12月）   | 8.5（8月）     | 217.4（12月）      | 217                | 2.8（1・2月）         |
| 高田 | 24.7（1月）    | 10.3（8月）    | 423.1（12月）      | 635                | 2.4（1・2月）         |
| 富山 | 22.3（1月）    | 9.8（8月）     | 259.5（1月）       | 383                | 2.7（1月）            |
| 金沢 | 23.5（1月）    | 8.8（8月）     | 282.1（12月）      | 281                | 3.8（1月）            |
| 福井 | 22.3（1月）    | 8.0（8月）     | 284.8（1月）       | 286                | 3.0（1月）            |
| 敦賀 | 21.6（1月）    | 8.0（8月）     | 282.4（12月）      | 224                | 4.5（1月）            |
| 米原 | 17.4（12月）   | 9.2（10月）    | 260.1（7月）       | 213                | 2.0（1月）            |
| 舞鶴 | 18.5（1月）    | 8.6（8月）     | 207.7（9月）       | 206                | 3.5（1月）            |
| 鳥取 | 20.2（1月）    | 9.3（8月）     | 204.0（9月）       | 214                | 4.0（1月）            |
| 米子 | 17.3（1月）    | 9.1（8月）     | 240.1（7月）       | 133                | 4.4（1月）            |
| 松江 | 17.9（1月）    | 9.1（8月）     | 252.4（7月）       | 89                 | 4.3（1月）            |